# Halenia deflexa

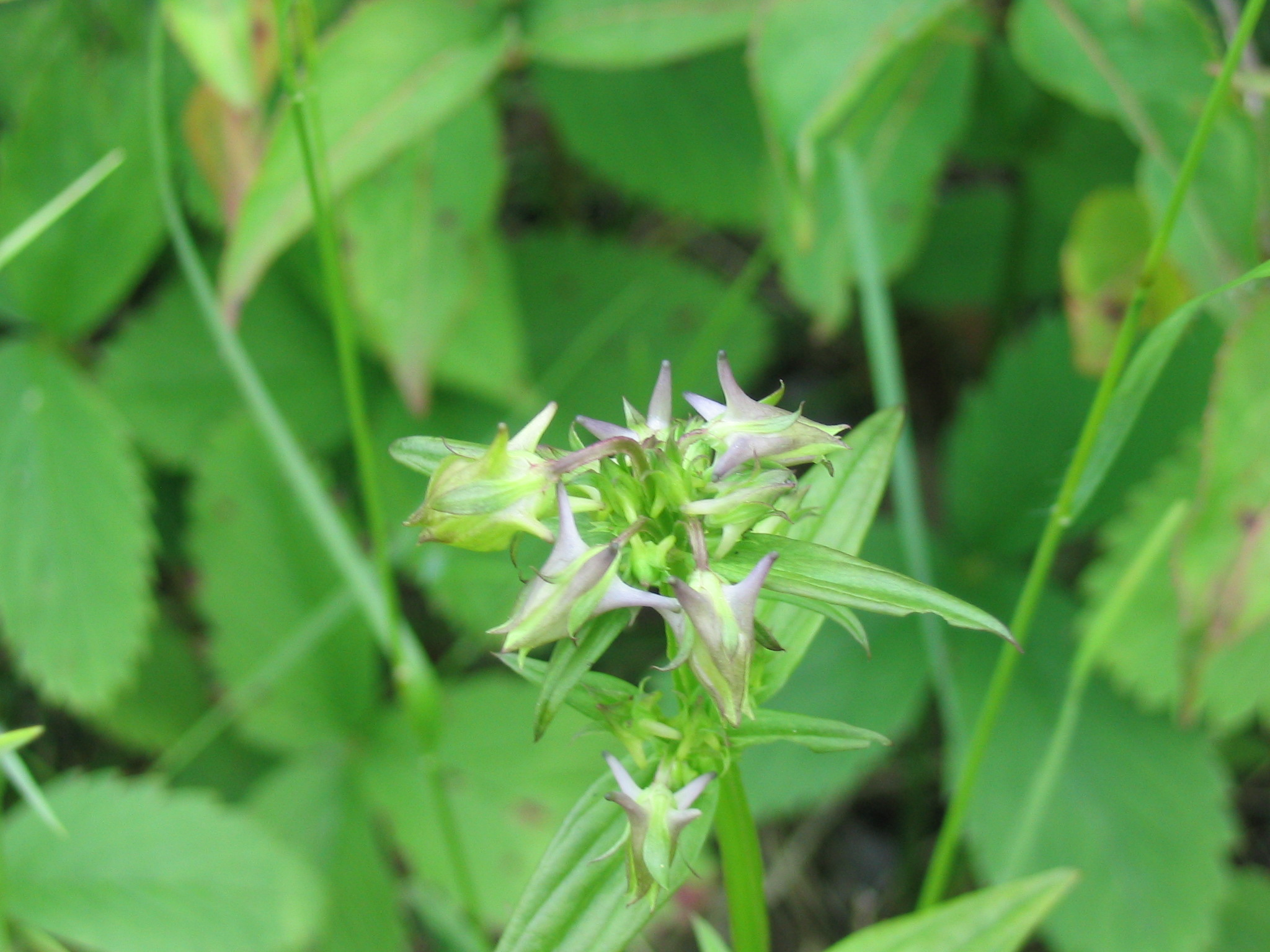
Flores en detalle.

Halenia deflexa es una planta de la familia Gentianaceae, conocida comúnmente como genciana verde, esta especie es nativa del norte de Estados Unidos, (Montana, Dakota del Norte, Wisconsin, Míchigan, Maine y Pensilvania), así como de todo Canadá. Se encuentra principalmente en humedales y bosques de estas regiones. La temporada de floración va de julio a agosto. 
Las flores vienen en grupos de entre dos y nueve y son 8 a 13 mm de largo con cuatro pétalos. Cada uno tiene un espolón de unos 6 mm de largo, que se extiende más allá de los sépalos (cada una de las partes del cáliz de una flor, que encierra los pétalos). El color de H. deflexa es un tono púrpura o verde claro. Los sépalos son verdes y elípticos (unidos entre los espolones) aproximadamente la mitad de la longitud de los pétalos sobre la espuela.
El fruto de la planta es una cápsula seca de forma cónica, que sobresale de la apertura de la flor y una vez madura se abrirá.
La genciana verde tiene hojas simples que son pequeñas, de 1 a 5 cm de largo y 5 a 20 mm de ancho. Las hojas son característicamente sin dientes, sin pelo y brillantes. Los tallos de la genciana verde son sin pelo y cuadrados.

## Galería

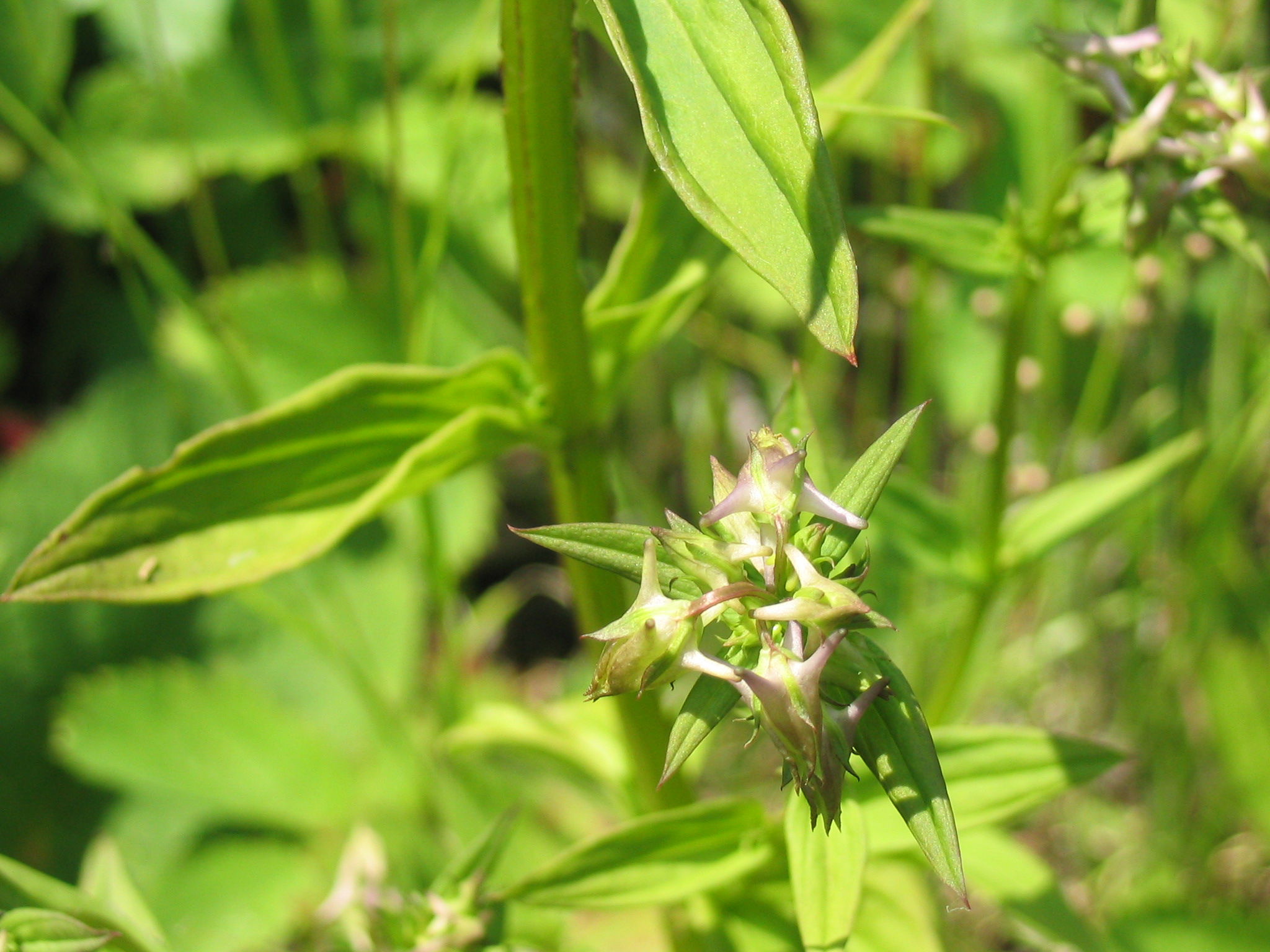
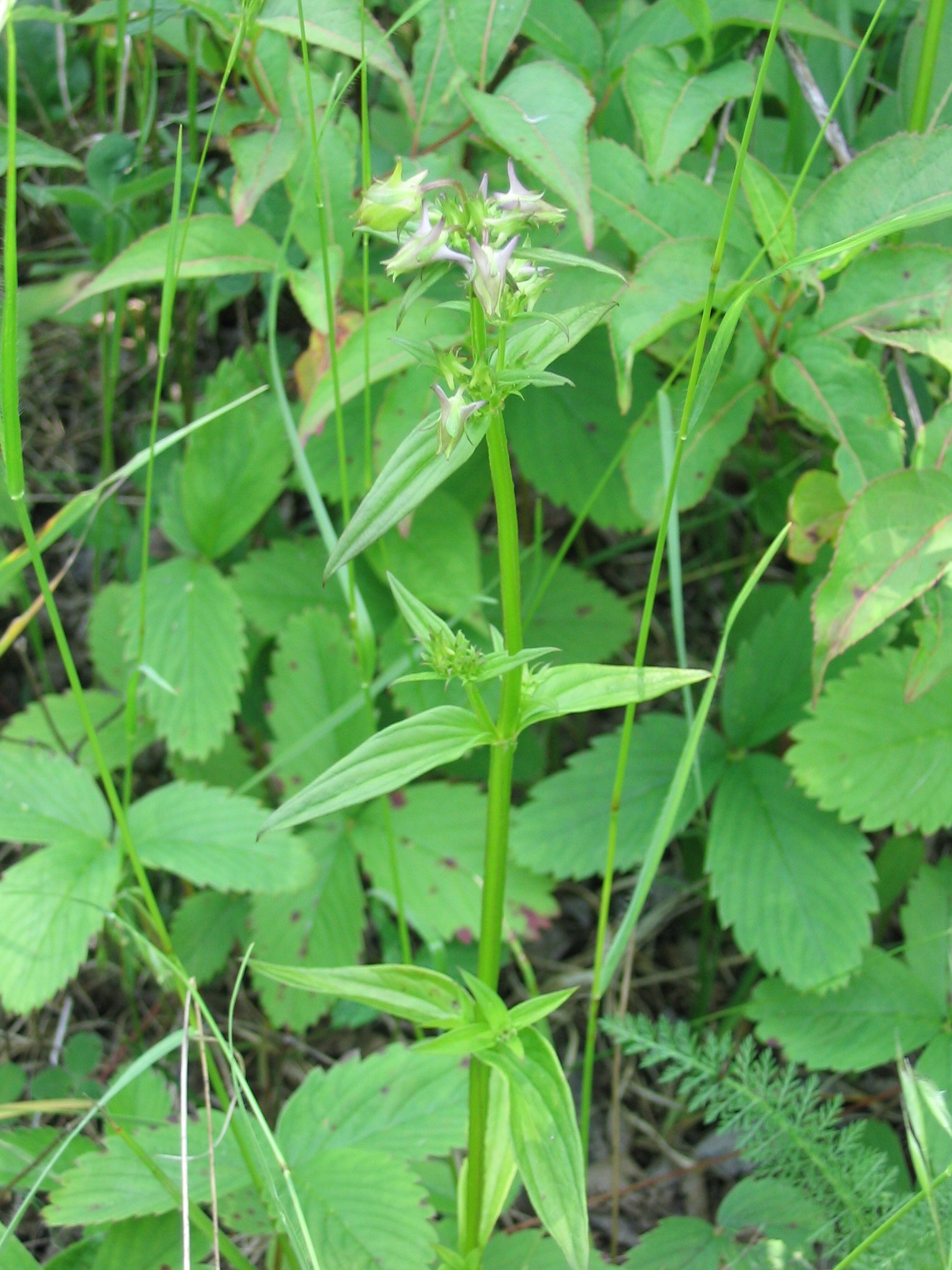